# Francisco de Borja, 4.º duque de Gandia
Francisco de Borja e Aragão, também Francisco de Bórgia e Aragão, foi 4.º duque de Gandia,  filho do vice-rei de Navarra, neto paterno de Giovanni Bórgia, sobrinho-neto de César Bórgia e de Lucrécia Bórgia, bisneto do Papa Alexandre VI e bisneto por bastardia do rei Fernando II de Aragão, e fez-se jesuíta logo após enviuvar. Exerceu o cargo de Vice-rei da Catalunha. Nasceu em 28 de outubro de 1510, faleceu em 1572.

## Infância, juventude e  nobreza
Desde pequeno era muito piedoso e desejou tornar-se monge, sua família porém o enviou à corte do imperador Carlos V. Ali se destacaria acompanhando o imperador em suas campanhas e casando-se, em 1529, com uma nobre portuguesa: Leonor de Castro Melo e Menezes, com a qual teve oito filhos: Carlos, Isabel, João, Álvaro, Fernando, Afonso, Joana e Doroteia.
Nobre e considerado "grande de Espanha", em 1539 escoltou o corpo da imperatriz Isabel de Portugal à sua tumba em Granada. Se diz que, quando viu o efeito da morte sobre o corpo daquela que tinha sido uma bela imperatriz decidiu "nunca mais servir a um senhor que possa morrer".
Nomeado primeiro Marquês de Llombay, foi depois vice-rei na Catalunha, entre 1539 e 1543, cargo que exerceu com grande eficiência. Quando seu pai morreu, em 1543, recebeu por herança o título de Duque de Gandía, então se retirou para a sua terra natal e aí levaria, com sua família, uma vida entregada puramente à religião.

## Vida na Companhia de Jesus
Em 1546, sua esposa Leonor de Castro morreu e Francisco fez um retiro espiritual e decidiu entrar na recentemente fundada Companhia de Jesus.
Em 1550, foi recebido em Roma por Santo Inácio de Loyola, como jesuíta; pouco antes de receber sua ordenação sacerdotal.
A Inquisição condenou o livro «Obras do Cristão», que continha um artigo de Borja, que, por isso, teve que responder a processo de heresia, no qual foi absolvido.
Ajustou as contas com os seus assuntos mundanos, renunciou aos seus títulos em favor de seu primogênito, Carlos e, imediatamente, se lhe foi oferecido o título de cardeal. Recusou, preferindo a vida de um pregador itinerante. Seus amigos conseguiram convencê-lo a aceitar o título para aquilo que a natureza e as circunstâncias o haviam predestinado: em 1554, converteu-se no Comissário Geral dos Jesuítas na Espanha, e em 1565, em Superior Geral de toda a Ordem.
Fez parte da primeira geração dos jesuítas que tiveram suas vidas influenciadas diretamente por Santo Inácio de Loyola, que foi seu amigo e conselheiro. Foi um grande incentivador das missões jesuíticas na América.

## Feitos de sua liderança
Em 1565, a Congregação Geral II de Jesuítas se curvou evidentemente na eleição pelo enorme prestígio do outrora Duque de Gandia. O eleito revisou as regras da Ordem e, por influência das práticas de certos jesuítas espanhóis, aumentou o tempo dedicado à oração. Se preocupou para que cada Província tivesse seu noviciado: pessoalmente fundou o Noviciado de Sant'Andrea al Quirinale, no qual se formaram S. Estanislau Kostka, o pregador polonês Piotr Skarga e o futuro Padre Geral Cláudio Aquaviva.
Uma das tarefas mais delicadas deste governo foi negociar com São Pio V, o qual desejava reintroduzir a função litúrgica cantada na Companhia. De fato, esta medida começou em maio de 1569, mas somente nas casas professas e sem interferir em outras tarefas. É por isso que todos os jesuítas deveriam exercer três votos solenes até que o Papa Gregório XIII restaurou a prática original tal como estava nas Constituições escritas por Santo Inácio.
Os Colégios prosperaram: de 50 em 1556 passaram a 163 em 1574. Borja promulgou a primeira Ratio Studiorum em 1569. Para seu governo apoiou visitantes. Iniciou-se a remodelação da Igreja de Jesus, em Roma. O Geral seguiu de muito perto a evolução da Contrarreforma na Alemanha. Muitas fundações jesuítas serviram para reforçar a causa católica.
Deu grande impulso às missões. Uma expedição missionária enviada por ele ao Brasil foi exterminada pelos protestantes em alto-mar (Inácio de Azevedo e seus companheiros mártires, em 5 de junho de 1570).
Borja recebeu missões especiais de Sua Santidade, assim como com Laínez. De viagem a Portugal e Espanha -apesar de acusações-, foi muito receptivo. Tomou conta de negócios da Companhia e delicados cargos diplomáticos nas cortes. A volta à Roma foi difícil; chegou à Cidade Eterna em situação ruim, mas feliz por ter obedecido até o fim. Morreu em 1572.
Durante seu generalato o número de jesuítas se expandiu de 1 000 para 4 000.
Em 1671, foi canonizado.

## Legado
Sua decisão referente à oração alterou a concepção ignaciana a respeito, até que no século XX voltou-se a prática inicial. Aplicou na prática a resolução da CG II de convocar as Congregações de Procuradores, que demonstrou ser uma medida muito acertada. Sob sua administração, a obra missionária foi incrementada e prosperou. A Companhia fundou novas missões na Flórida, México e Peru. Aumentou a infiltração no Brasil. Sugeriu a Pio V a criação da Congregação para a Propagação da Fé. Em sua homenagem, o Padre Francisco Garcia fundou a cidade de São Borja, primeiro sete povos das missões, onde seu dia é comemorado em 10 de outubro pelo município e pela Paróquia São Francisco de Borja